# 北山镇 (青田县)
北山镇是中华人民共和国浙江省丽水市青田县下辖的一个镇。
2013年5月31日，浙江省人民政府批复同意撤销岭根乡建制，其行政区域并入北山镇。调整后，北山镇辖21个行政村，镇政府驻地不变（泉山村）。

## 行政区划
北山镇下辖以下村级行政区划单位：
肖山村、仁村、坭垟村、周山村、大岩下村、泉山村、张坪村、箬坑村、坳头村、半岭村、上隆村、高桥背村、李坑村、湖东村、梨柿山村、湖西村、徐坑村、驮田坪村、韩山村、黄驮山村和石柱村。